# Bust de Juan Antonio Álvarez Rabanal
L'escultura urbana coneguda pel nom Bust de Juan Antonio Álvarez Rabanal, ubicada a la carrer de Juan Antonio Álvarez Rabanal (barri de Teatinos), situat davant les portes del recinte de l'Hospital Psiquiàtric de La Cadellada, a la ciutat d'Oviedo, Principat d'Astúries, Espanya, és una de les més d'un centenar que adornen els carrers de l'esmentada ciutat espanyola.
El paisatge urbà d'aquesta ciutat, es veu adornat per obres escultòriques, generalment monuments commemoratius dedicats a personatges d'especial rellevància en un primer moment, i més purament artístiques des de finals del segle xx.
L'escultura, feta de bronze el bust i de pedra la peana sobre la qual està col·locat, és obra de Soraya Cartategui, i està datada 2004.
L'obra representa el bust d'aquest sacerdot lleonès, qui fou rector de la parròquia de Nostra Senyora de Covadonga d'Oviedo entre 1974 i 2001, i qui fou molt popular per ser l'impulsor de la creació d'un equip de futbol parroquial que acabaria convertint-se en el Club Esportiu Covadonga. El bust va ser pagat mitjançant subscripció popular, portada a terme pels veïns del barri de Teatinos, com a forma d'homenatjar l'impulsor de la parròquia, del barri i del club de futbol.
El pedestal presenta una placa amb la següent inscripció: «Apacienta como un pastor a su rebaño y amorosamente lo reúne; lleva en brazos los corderos...». Que traduït vol dir: «Pastura com un pastor el seu ramat i amorosament el reuneix; porta al pit els anyells ... ».